# Ona: czyli historia niezwykłej wyprawy

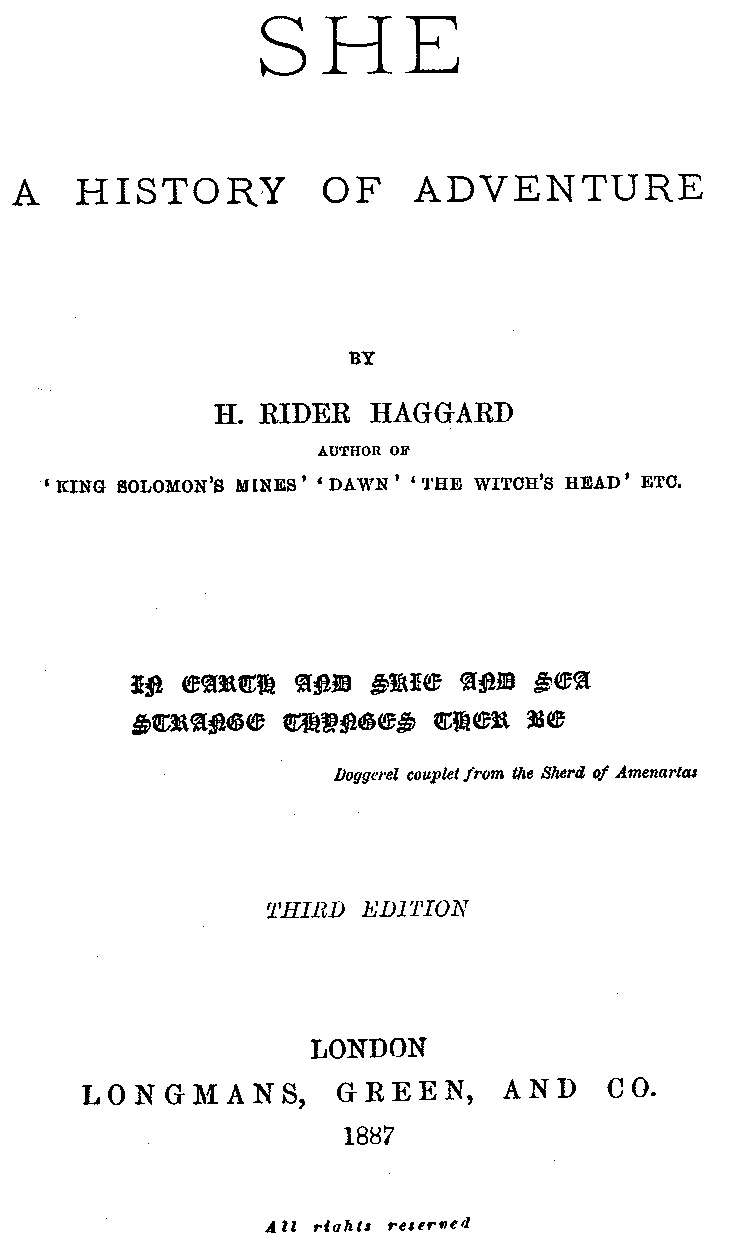
Tytułowa strona pierwszej edycji powieści

Ona: czyli historia niezwykłej wyprawy (także Ona; Ona: dzieje niezwykłej wyprawy; ang. She lub She: A History of Adventure) – powieść Henry'ego Rider Haggarda, która opublikowana została w częściach w brytyjskim czasopiśmie „The Graphic” między październikiem 1886 a styczniem 1887 roku.
Powieść zyskała niezwykłą popularność, została przetłumaczona na 44 języki i sprzedana w 83 milionach egzemplarzy.